# Podoces
Podoces là một chi chim trong họ Corvidae.

## Các loài
- Podoces hendersoni - Quạ đất Henderson, quạ đất đuôi đen. Phân bố: Trung Á, bao gồm Trung Quốc, Mông Cổ cũng như ở dạng bay lạc sang Kazakhstan.
- Podoces biddulphi - Quạ đất Biddulph, quạ đất Tân Cương, quạ đất đuôi trắng. Phân bố: Tây bắc Trung Quốc, trong khu vực sa mạc Taklamakan.
- Podoces pleskei - Quạ đất Pleske, quạ đất Ba Tư. Phân bố: Đặc hữu Iran.
- Podoces panderi - Quạ đất Pander, quạ đất Turkestan. Phân bố: Trung Á, bao gồm Turkmenistan, Uzbekistan, đông và nam Kazakhstan.